# Циганський барон (оперета)
Циганський барон (нім. Der Zigeunerbaron) — оперета в трьох діях Йоганна Штрауса-молодшого. Автор лібрето — австро-угорський письменник Іґнац Шніцер (на основі новели «Саффі» Мора Йокаї). Прем'єра: 24 жовтня 1885 року в театрі «Ан дер Він» (Відень; партію Барінкая виконував австрійський соліст Карл Штрайтманн).
Штраус працював над цією оперетою два роки. Завершивши її в 60-літньому віці, композитор уважав «Циганського барона» своїм найкращим твором.
Дія оперети відбувається в Австро-Угорщині (у Відні та Банаті) XVII століття. Основна тема — історія кохання барона Барінкая до циганки Саффі, де інтриги та підступи недоброзичливців відступають перед чистим романтичним коханням молодих героїв, торжествує віра в справедливість і доброту.

## Історія написання
Роботу над оперетою Йоганн Штраус розпочав під впливом дружини Аделі. Під час перебування в Будапешті, де Штраус диригував прем'єрою свої «Веселої війни», композитор познайомився з місцевим письменником Мором Йокаї та отримав від того новелу «Саффі» як можливу тему для нового твору. Адель переконала Штрауса залучити письменника Іґнаца Шніцера до написання лібрето. Композитор планував запропонувати оперу (саме оперу, а не оперету) «Циганський барон» для постановки у Віденській придворній опері — найбільшому, головному театрі країни. Зрештою, «Циганського барона» завершено як оперету та представлено на сцені іншого віденського театру, «Ан дер Він». Завдяки знайомствам Іґнаца Шніцера директор «Ан дер Він» пообіцяв композиторові повну підтримку та можливість особисто контролювати підготовку до прем'єри.
Прем'єра відбулася 24 жовтня 1885 року в театрі «Ан дер Він» у переддень 60-річного ювілею Йоганна Штрауса.

## Персонажі
- Шандор Барінкай — молодий син багатого землевласника, у вигнанні
- Граф Омонай  — генерал, командир гусарів
- Граф Людовіко Карнеро — королівський комісар
- Кальман Зупан — багатий торговець свиньми
- Арсена — донька торговця
- Мірабелла — доморядниця (гувернантка) Арсени, дружина Карнеро
- Оттокар — син Карнеро та Мірабелли
- Чіпра — стара циганка
- Саффі — молода циганка
- Палі — циган
- Янош — циган

А також цигани, солдати, простий народ, віденці.

## Галерея

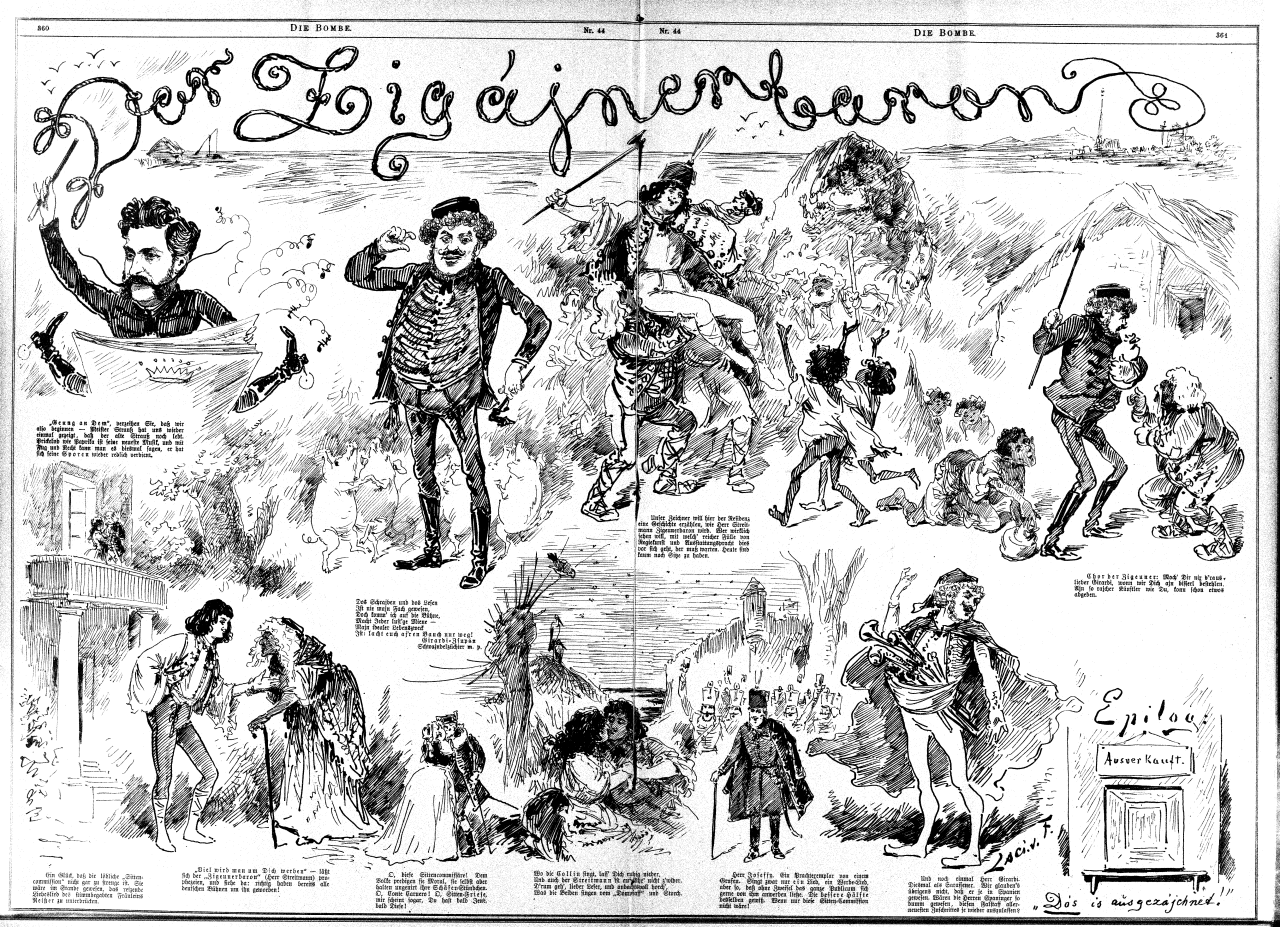
Оперета на ілюстраціях австрійського сатиричного часопису «Die Bombe» (1885)